# Pholcus opilionoides
Pholcus opilionoides (Schrank, 1781) è un ragno appartenente alla famiglia Pholcidae.

## Distribuzione
La specie è stata reperita in diverse località dell'areale compreso fra l'Europa e l'Azerbaigian.

## Tassonomia
Al 2013 non sono note sottospecie e dal 2011 non sono stati esaminati nuovi esemplari.